# دوروثیا والبرت
دوروثیا والبرت (انگلیسی: Dorothea Wolbert؛ ‏ ۱۲ آوریل ۱۸۷۴ – ۱۵ سپتامبر ۱۹۵۸) بازیگر اهل ایالات متحده آمریکا بود.

## گزیدهٔ فیلم‌شناسی
- زنان سرکش لوک تنها
- لوک تنها، پیک
- لوک تنها، تعمیرکار خودرو
- لوک تنها در تین کن الی
- ماه عسل لوک تنها
- زندگی پر جنب‌وجوش لوک تنها
- لوک دل لیدی فیر را می‌رباید
- عشق، خنده و هیجان
- در سالن نمایش قدیمی
- زن دنیادیده
- یک ماه عسل پرجنب‌وجوش
- بیرون تراموا
- دزد را بزن
- تپانچه‌هایی برای صبحانه
- ماراتن
- بله، آقا
- پرده را بالا بزن
- ردیف بعدی
- بی‌عرضه وظیفه‌شناس
- دارم میام
- از پدر بپرس
- غوغای آنان را بشنو
- او ندارد مرا دوست
- جایی در ترکیه
- گاسی دو لول
- بگیرش، گردن‌کلفت!
- اخراج‌شده
- سلام!
- سبیل‌ها را تاب بده
- بیا بریم
- جوانک مهارنشدنی
- خانم‌ها وارد می‌شوند
- همرنگ جماعت شو
- لطفاً دلپذیر باش
- عاشقتم لوسی
- آتش‌نشان فرزند مرا نجات بده
- دزدزده
- همه سرنشینان
- اطلاع محرمانه
- از یک قماش
- از لارامی به لندن
- نبرد قرن
- صفحه نخست
- شهردار جهنم
- دوستان و عشاق
- مظلوم و بی‌آزار
- ما هرگز نمی‌خوابیم
- تقلا برای سلامتی
- در حال پرسه
- آقای جاز جوان
- هوت مون!
- در آتش
- جاز و زندانیان
- داغ ننگ
- خشم
- سه رفیق
- آن طرف حصار
- مدرسه هنرپیشگی
- ایب لینکلن در ایلینوی
- سه شوهر
- نژاد اصیل
- مضحک‌روی
- هیچ‌کجا مثل زندان نیست
- بزن به چاک
- در کنار امواج غم‌زده دریا
- حرکت کن
- ایده بزرگ